# Kantórka
Kantórka – część wsi Baćkowice w Polsce, położona w województwie świętokrzyskim, w powiecie opatowskim, w  gminie Baćkowice.
W latach 1975–1998 Kantórka administracyjnie należała do województwa tarnobrzeskiego.